# Phare de Jadrija
Le phare de Jadrija (en croate : Svjetionik Rt Jadrija) est un phare actif situé à l'entrée nord de Jadrija (en) proche de Šibenik dans le Comitat de Šibenik-Knin en Croatie. Le phare est exploité par la société d'État Plovput.

## Histoire
Le phare a été construit en 1874 à l'entrée du chenal Saint Anthony dont il marque le passage vers le port de Šibenik.

## Description
Le phare  est une tour octogonale en pierre blanche de 11 m de haut, avec galerie et lanterne attachée à une maison en pierre de gardien de deux étages. L'ensemble du bâtiment en couleur pierre naturelle et la lanterne circulaire est blanche. Il émet, à une hauteur focale de 12 m, deux rouges toutes les 6 secondes. Sa portée est de 9 milles nautiques (environ 17 km) pour le feu principal et 6 milles nautiques (environ 11 km) pour le feu de veille.
Il est équipé d'une corne de brume émettant deux signaux de 4 secondes par période de 20 secondes audibles jusqu'à 2 milles nautiques (environ 3.7 km).
Identifiant : ARLHS : CRO-058 - Amirauté : E3248 - NGA : 13184 .

## Caractéristiques dufeu maritime
Fréquence : 6s (R-R)
- Lumière : 0.5 seconde
- Obscurité : 1 seconde
- Lumière : 0.5 seconde
- Obscurité : 4 secondes

### Lien connexe
- Liste des phares de Croatie